# Wilfried Zahibo
Wilfried Zahibo (Marsella, França, 21 d'agost de 1993) és un futbolista francès, d'origen centre-africà.
Destacà com a jugador de l'AC Ajaccio, CF Fuenlabrada i Gimnàstic de Tarragona.
També ha estat membre de les categories inferior de la selecció francesa.